# Soltero de Powalgarh
El Soltero de Powalgarh (1920-1930), que también fue conocido en India como el Rey de Powalgarh, fue un tigre de Bengala macho inusualmente grande, del que se dice que medía unos 10 pies 7 pulgadas (3,2 m). de largo. Entre 1920 a 1930, el Bachelor fue el trofeo de caza mayor más buscado en las Provincias Unidas de Agra y Oudh. El cazador británico Jim Corbett cazó al soltero en el invierno de 1930, y más tarde contó la historia en su libro de 1944 Devoradores de Hombres de Kumaon .

## Tamaño e intentos previos por cazarlo.
Jim Corbett avistó al tigre por primera vez en 1923, en un barranco empinado dentro de un refugio seguro. Las reglas gubernamentales prohibían los disparos nocturnos, lo que complicó la caza del tan buscado tigre.
Corbett llevó al comisionado Wyndham (de quien, según dijo, "sabe más sobre tigres que cualquier otro hombre en la India") y a dos shikaris experimentados, para ver los rastros del Soltero. Después de que los cuatro examinaron y midieron las marcas, Wyndham estimó un largo de diez pies (3 m). Un shikari dijo que medía 10' 5" en las curvas, mientras que el otro dijo que medía 10' 6" o más. Los cuatro dijeron que nunca habían visto rastros tan grandes.
Antes de Corbett, hubo muchos intentos infructuosos por darle caza. Dos cazadores famosos, Fred Anderson y Huish Edye, casi lo lograron, pero cometieron pequeños errores que les impidieron hacerlo. Anderson describió al soltero como un animal "tan grande como un pony Shetland ", mientras que Edye dijo que era tan grande como un burro. Un pastor y ex cazador furtivo que una vez había sido atacado por el Soltero le dijo a Corbett que este tigre era un shaitan (la palabra hindi para "diablo") de un tigre y que era tan grande como un camello.
Corbett y su hermana midieron dos veces el cuerpo del soltero aunque sin testigos independientes presentes para certificar las medidas, como 10' 7" (3,23 m) en las curvas.[cita requerida]

## Primer encuentro con el tigre.
En el invierno de 1930 Corbett salió por primera vez a cazar al tigre, llevando consigo a su perro Robin. Siguió las palabras de un viejo corredor dak. quien dijo que encontró las huellas más grandes que jamás había visto conducir al este a un valle boscoso. A la mañana siguiente, Robin percibió el olor de un tigre mientras que Corbett notó grandes y recientes huellas. Cincuenta metros más adelante, Robin ubicó al tigre dentro de una zona de clerodendros de cuarenta metros de ancho. Corbett agarró a Robin y se adentró lentamente entre las plantas y notó que los arbustos delante se movían. 
Después de esperar a que el tigre abandonara el arbusto, Corbett avanzó con su rifle pero el tigre ya no estaba a la vista. Robin luego indicó que el tigre se había ido hacia la izquierda, hacia un profundo y estrecho barranco. Sin armas para enfrentarse con el tigre de cerca, y siendo la hora del desayuno, Corbett y Robin volvieron a casa.
Después del desayuno, Corbett regresó solo, esta vez armado con su rifle doble Jeffery calibre .450/400 Nitro Express cuando escuchó los gritos y encontró a un hombre trepado a un árbol, blandiendo un hacha y gritando. 
El hombre le dijo a Corbett que llegó a tiempo para salvarlo a él y a sus búfalos de un tigre del tamaño de un camello, que había tratado de atacar al pastor durante horas. 
Después de retirarse a salvo a su aldea, el hombre le suplicó a Corbett que matara al tigre, que, según él, era lo suficientemente grande como para comerse un búfalo al día y que acabaría con su ganado en veinticinco. Corbett prometió hacer lo mejor que pudiera.
Al regresar a las llanuras por donde llevaba a los búfalos del pastor, oyó la llamada del tigre en busca de pareja. Corbett imitó el grito de un tigre como respuesta y luego se tumbó sobre los codos al aire libre, esperándolo, para después llamarlo de nuevo. El Soltero volvió a llamar desde cien metros de distancia. Ochenta segundos después, la cabeza del tigre apareció sobre unos arbustos de cuatro pies (1,3 m) de altura, a diez metros (10 m) a la derecha de Corbett, y mirándolo fijamente.
Corbett giró lentamente su rifle y disparó al tigre unos centímetros debajo de su ojo derecho. En lugar de caer muerto, el gran felino saltó directamente en el aire, muy por encima de los arbustos, y luego, presa del pánico, atacó el árbol que tenía a su lado, destrozándolo mientras rugía. Sabiendo que el tigre sabía dónde estaba, Corbett temió recargar su rifle, no fuera a ser que el sonido atrajera su atención.
Permaneció inmóvil durante media hora hasta que las ramas cercanas dejaron de agitarse y el rugido se hizo menos frecuente. Después de que cesaron todos los ruidos y golpes, Corbett esperó media hora más antes de gatear lentamente unos treinta metros hacia atrás para esconderse en un árbol cercano donde refugiarse. Minutos después, cuando estuvo seguro de que el tigre se había ido, Corbett se fue a casa.

## Rastreando al tigre
A la mañana siguiente, Corbett regresó al lugar, junto con uno de sus hombres, un experto trepador de árboles. Después de llegar al campo abierto, el hombre trepó a un árbol y notó muchos arbustos aplastados alrededor, pero no sin señal alguna del tigre. Luego, Corbett ordenó al hombre que estaba en el árbol que lo vigilara mientras recorría el suelo. Cerca del árbol, Corbett encontró sangre esparcida por todas partes y un trozo de hueso de dos pulgadas, concluyendo que era parte del cráneo del tigre.
Como un tigre herido gruñiría o cargaría después de escuchar un disparo nuevamente, Corbett disparó cien tiros contra los arbustos cerca de un árbol manchado de sangre, pero fue en vano.

## Encuentro final con el tigre
A la mañana siguiente, el pastor se acercó a Corbett al enterarse de que el tigre recibió un disparo en la cabeza y, cuando sus búfalos encontraron manchas de sangre seca, pensó que el tigre debía estar muerto. Le ofreció a Corbett usar sus búfalos para encontrar el cuerpo del tigre usando su agudo sentido del olfato y Corbett estuvo de acuerdo. Al llegar al lugar donde disparó al tigre, encontró un hueco lleno de hojas muertas, aplanado y con manchas de sangre alrededor.
Corbett creyó que el soltero debía haber estado tendido en el mismo lugar ayer mientras gastaba cien cartuchos. Incómodo con la idea de estar posiblemente entre un tigre herido y una manada de búfalos, Corbett le dijo al pastor que al día siguiente lo buscaría por su cuenta.
Después de cuatro días de dando vueltas por la selva, Corbett encontró rastros de un gran tigre macho. Siguiendo las huellas, llegó a un árbol de semul. Después de zigzaguear entre los arbustos cercanos durante una hora o más, encontró a un tigre escondido detrás de un árbol del que solo sobresalía una pata. Debido a que había otro tigre en el área y no quería correr el riesgo de tener que lidiar con dos tigres heridos, Corbett decidió no dispararle al tigre en ese momento. Entonces el tigre se alejó. Al inspeccionar el lugar donde había estado el tigre, Corbett encontró gotas de sangre y se dio cuenta de que era el soltero todo el tiempo.
Mientras intentaba seguirlo, Corbett escuchó el grito de un sambar y luego una rama seca que se rompió en el mismo lugar que estaba en una zona de arbustos abarrotada. Arrastrándose por el suelo, Corbett vio algo rojo entre los arbustos, se arrastró dos metros hacia la derecha y alzó la vista para encontrarse con el tigre que tenía delante, mirándolo directamente. Hizo dos disparos y el tigre cayó a su costado sin hacer ruido, poniendo fin a la caza del trofeo más buscado de la década en la provincia.
No necesitaba examinar las huellas de este tigre para saber que era el soltero de Powalgarh, porque sus proporciones eran magníficas. La herida de bala de hace cuatro días estaba oculta por una arruga de piel en la parte frontal de su cabeza, mientras que en la parte posterior de la cabeza tenía un gran agujero, sorprendentemente limpio y saludable.
Sabiendo que la gente oyó el reporte de su rifle, Corbett se apresuró a regresar a casa para aliviar la ansiedad de los aldeanos y reunir un grupo de transporte. Con su hermana Robin y veinte hombres, Corbett regresó al lugar donde yacía el tigre y midió al tigre dos veces, una en el lugar y otra en casa, siete años después de que Wyndham y sus hombres midieran al tigre. Corbett y su hermana encontraron que el tigre medía 10 pies 7 plg (322,6 cm), sobre curvas.